# 𝼕
𝼕, appelé r culbuté hameçon palatal ou r culbuté crochet palatal, est une lettre latine utilisée auparavant dans l'alphabet phonétique international, rendu obsolète en 1989, lors de la convention de Kiel.

## Utilisation
La lettre 𝼕 était utilisée pour représenter une consonne spirante alvéolaire voisée palatalisée, officiellement adopté dans l’alphabet phonétique international en 1928 lorsque le crochet palatal est adopté pour représenter la palatalisation.
Après 1989, la lettre est remplacée par [ɹʲ], la palatalisation étant délors indiquée à l’aide de la lettre j en exposant au lieu de l'hameçon palatal.
Hans Kurath utilise le 𝼕 dans le Handbook of the linguistic geography of New England publié en 1939 et dans le Linguistic Atlas of New England.
William A. Kretzschmar utilise le 𝼘 dans le Handbook of the Linguistic Atlas of the Middle and South Atlantic publié en 1994.

## Représentations informatiques
L’r culbuté crochet palatal peut être représenté avec les caractères Unicode suivants : 
- composé (Latin étendu-G) :

| formes    | représentations | chaînes de caractères | points de code | descriptions                                      |
| --------- | --------------- | --------------------- | -------------- | ------------------------------------------------- |
| minuscule | 𝼕               | 𝼕                     | U+1DF15        | lettre minuscule latine r culbuté crochet palatal |

- avant l’ajout de U+1DF15 à Unicode 14 en 2021, décomposé (Alphabet phonétique international, diacritiques)

| formes    | représentations | chaînes de caractères | points de code | descriptions                                                  |
| --------- | --------------- | --------------------- | -------------- | ------------------------------------------------------------- |
| minuscule | ɹ̡               | ɹ◌̡                    | U+0279 U+0321  | lettre minuscule latine r culbuté diacritique crochet palatal |